# Roberto Fonseca (militar)
Roberto Aníbal Fonseca (Vidal, 1916 - Buenos Aires, 2012) fue un militar argentino con el grado de general de división.

## Biografía
Fue un oficial egresado del Colegio Militar como subteniente de caballería con la promoción 65. Era hermano de Mario Fonseca, también general de división del Ejército Argentino.
En 1963 ascendió a general de brigada y en 1967 asumió como comandante del II Cuerpo de Ejército con asiento de paz en Rosario. Fue ese puesto con el que tuvo que intervenir militarmente la ciudad con motivo del llamado "Rosariazo" sucedido en mayo y en septiembre de 1969. En el episodio de septiembre era también comandante en jefe accidental del Ejército por la ausencia de Alejandro Agustín Lanusse por un viaje al exterior.
Después asumió de forma interina el gobierno de la provincia de Santa Fe permaneciendo en ese cargo entre el 14 y 24 de julio de 1970. Vio el pase a retiro en 1971.